# Franco da Rocha
Franco da Rocha – miasto i gmina w Brazylii, w stanie São Paulo. Znajduje się w mezoregionie Metropolitana de São Paulo i mikroregionie Franco da Rocha.